# Maison du Peuple (Bruxelles)
Pour les articles homonymes, voir Maison du peuple.
La Maison du Peuple de Bruxelles était un bâtiment de style Art nouveau construit par l'architecte Victor Horta pour le Parti ouvrier belge, qui voulait disposer d'un vaste lieu de rencontre au centre de la ville. Elle se situait sur l'actuelle place Joseph Stevens et a été détruite en 1965.

## Construction
Victor Horta reçut du Parti ouvrier belge la mission de construire ce grandiose bâtiment place Émile Vandervelde. Il fut assisté pour ce chantier par Richard Pringiers (1869-1937) qui allait devenir l'architecte attitré du Parti socialiste belge.
Malgré un terrain exigu, irrégulier et en pente, Horta réussit à construire un bâtiment remarquable, fait principalement d'acier, abritant un maximum de fonctionnalités : bureaux, salle de réunion, magasins, café, salle de spectacle...
La construction eut lieu de 1896 à 1898. Le bâtiment fut inauguré en 1899 en présence du député français Jean Jaurès.

Intérieur de la Maison du Peuple
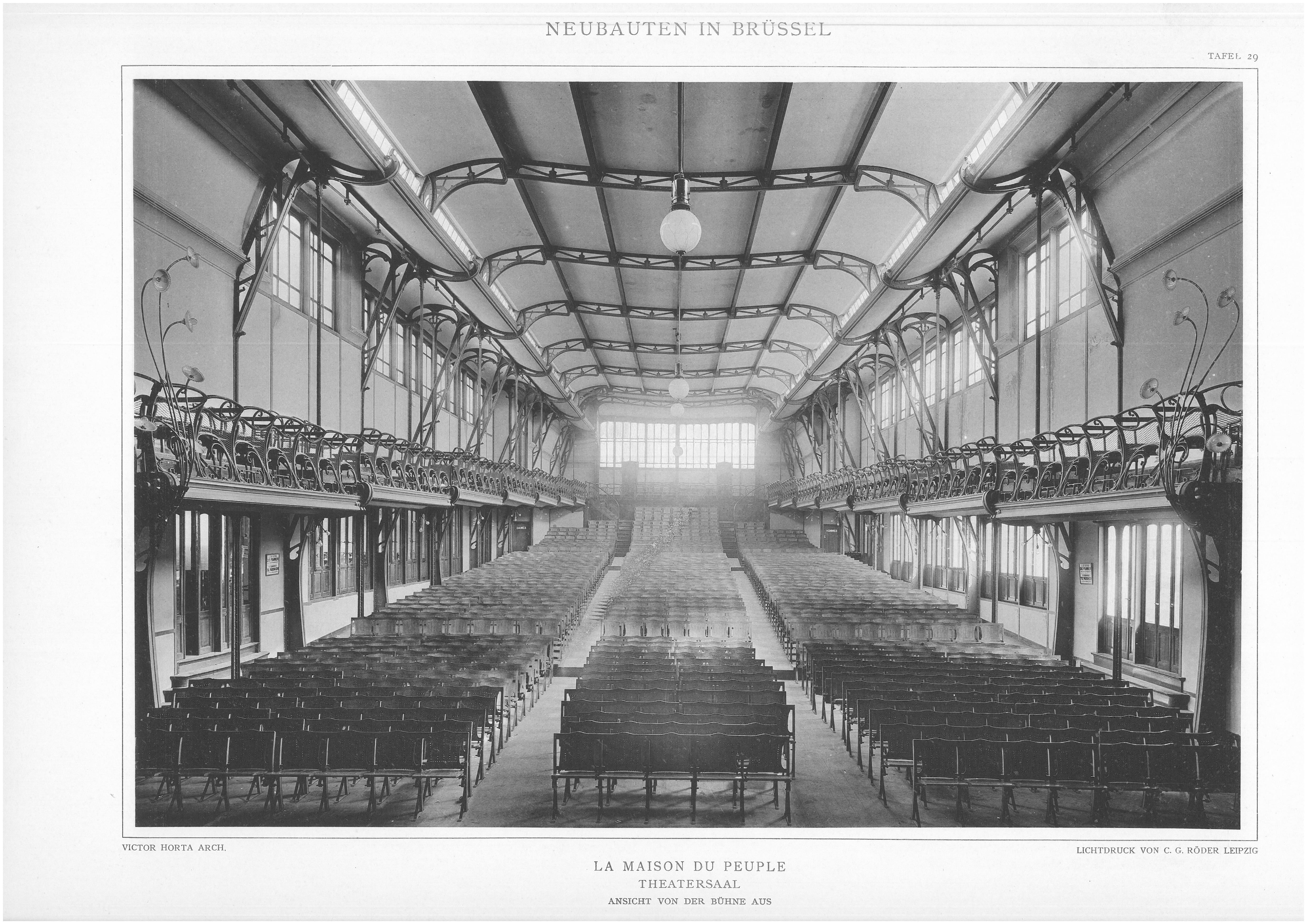
Salle de spectacle.
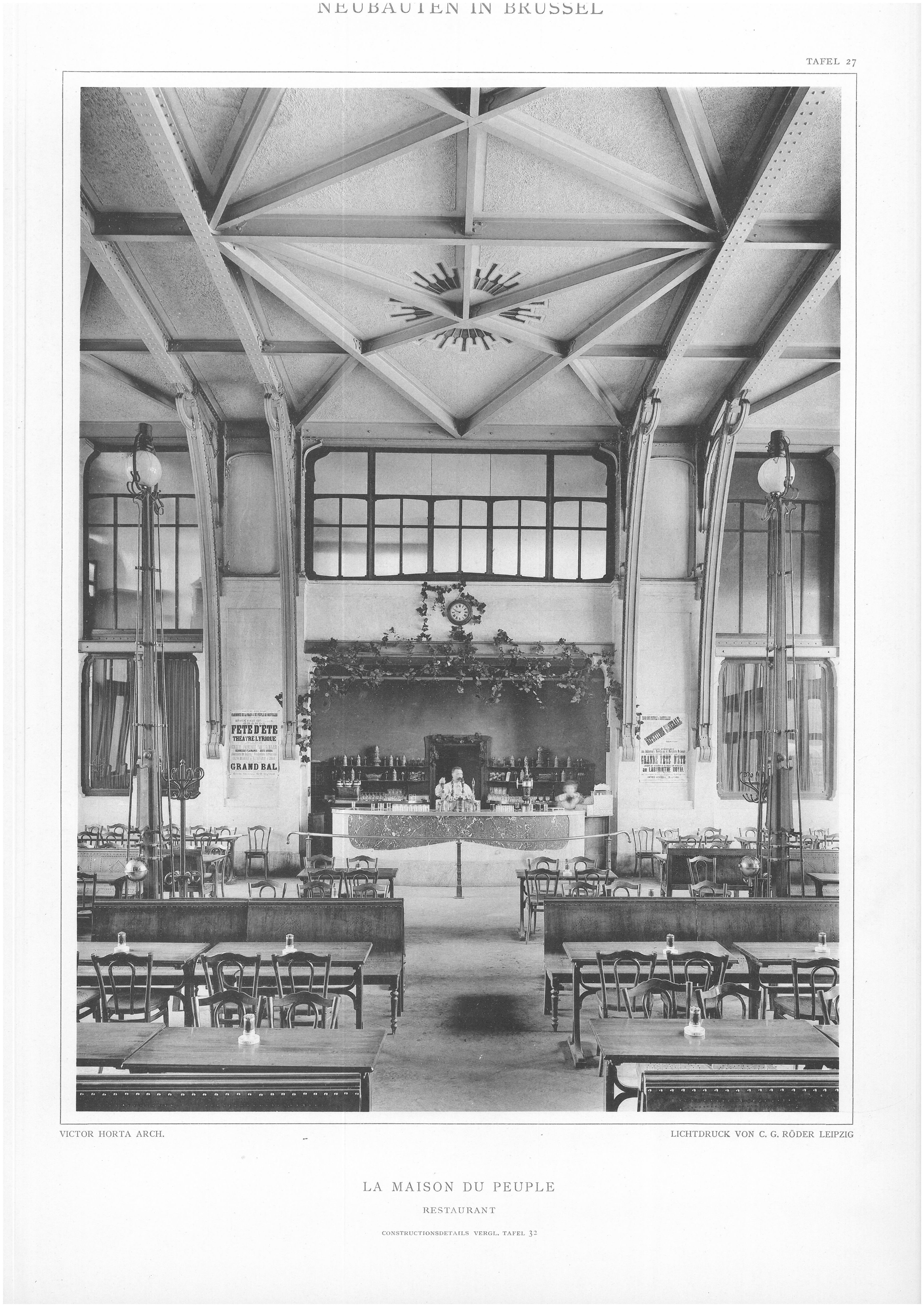
Salle à manger.

## Événements
Du 16 au 22 août 1891, le Congrès international ouvrier socialiste de Bruxelles s'est tenu à la Maison du Peuple.

## Démolition
La Maison du Peuple de Bruxelles est détruite en 1965 malgré de vives protestations belges et internationales, comme le montre par exemple une motion votée à l'unanimité au Congrès international des architectes et des techniciens des monuments historiques, réuni à Venise en 1964, qui élabore la Charte de Venise pour la préservation et la restauration des objets et des bâtiments anciens.
À la place de la Maison du Peuple, on érige en 1966 une « Tour Stevens » de 26 étages de bureaux, due à l'architecte A. Vanderauwera, d'une hauteur de 86 m, que l'on appelle aussi « Tour Blaton » du nom de l'entrepreneur qui l'a construite. (Photos).

## Stockage à Tervuren
En fait, le chef-d'œuvre de Horta n'est pas démoli au sens propre du terme : les opposants à sa démolition obtiennent qu'une partie de la Maison du Peuple (le local café, la grande salle de spectacle et la salle Matteotti) soit démontée moyennant un subside de trois millions de francs de l'État belge et que les pièces soient numérotées en vue d'un remontage éventuel.
Les blocs de pierre et les structures métalliques sont entreposés à Tervuren mais le remontage n'a jamais lieu.

## Deuxième mort de la Maison du Peuple à Jette
Dans les années 1980, la commune de Jette (au nord-ouest de Bruxelles) lance un ambitieux projet d'espace vert : le « Parc Roi Baudouin », réunissant le bois du Laerbeek (en néerlandais : Laarbeekbos) et le bois du Poelbos.
Dans le cadre de ce projet, la commune de Jette ambitionne d'ériger un pavillon Horta avec une partie des matériaux de la Maison du Peuple, entreposés à Tervuren depuis 20 ans. Elle fait donc l'acquisition d'une partie des vestiges de la Maison du Peuple et les fait transférer sur le site du futur Parc Roi Baudouin.
Mais au contraire de Tervuren où les vestiges avaient été stockés dans un entrepôt, la commune de Jette les entrepose dans les champs, sans aucune protection contre la pluie et les intempéries.
Le budget vient à manquer et le projet s'enlise : les éléments métalliques du chef-d'œuvre de Victor Horta (chevrons, poutres, fers forgés...) se mettent à rouiller sur place.
Le scandale atteint son paroxysme lorsqu'en juillet 1983 un escroc se fait passer pour le propriétaire des ferronneries et en vend une partie à un marchand de ferraille, pour 2.50 francs belges le kilo.

Fers forgés et sculptures de la Maison du Peuple dans les champs à Jette dans les années 1980
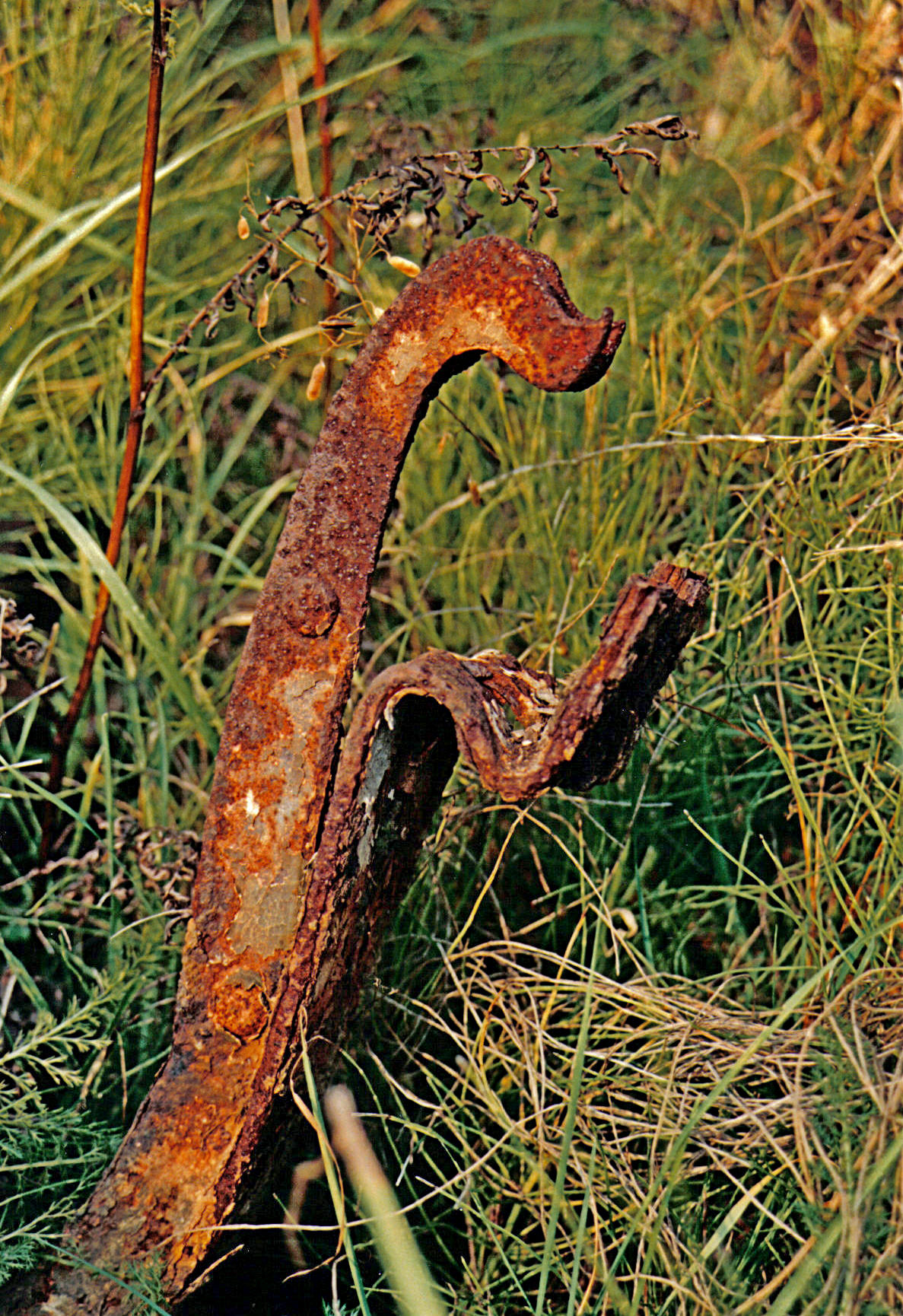
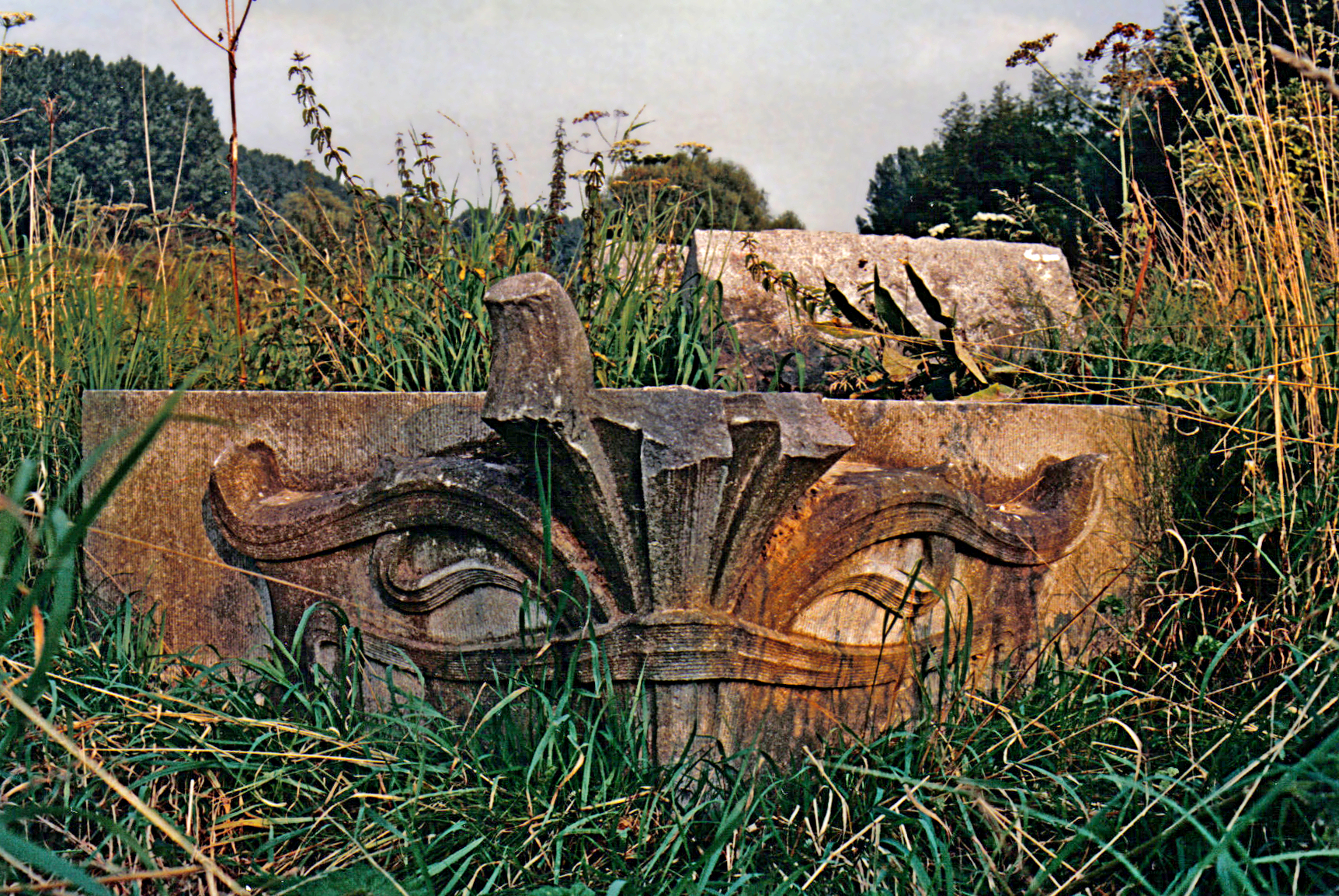
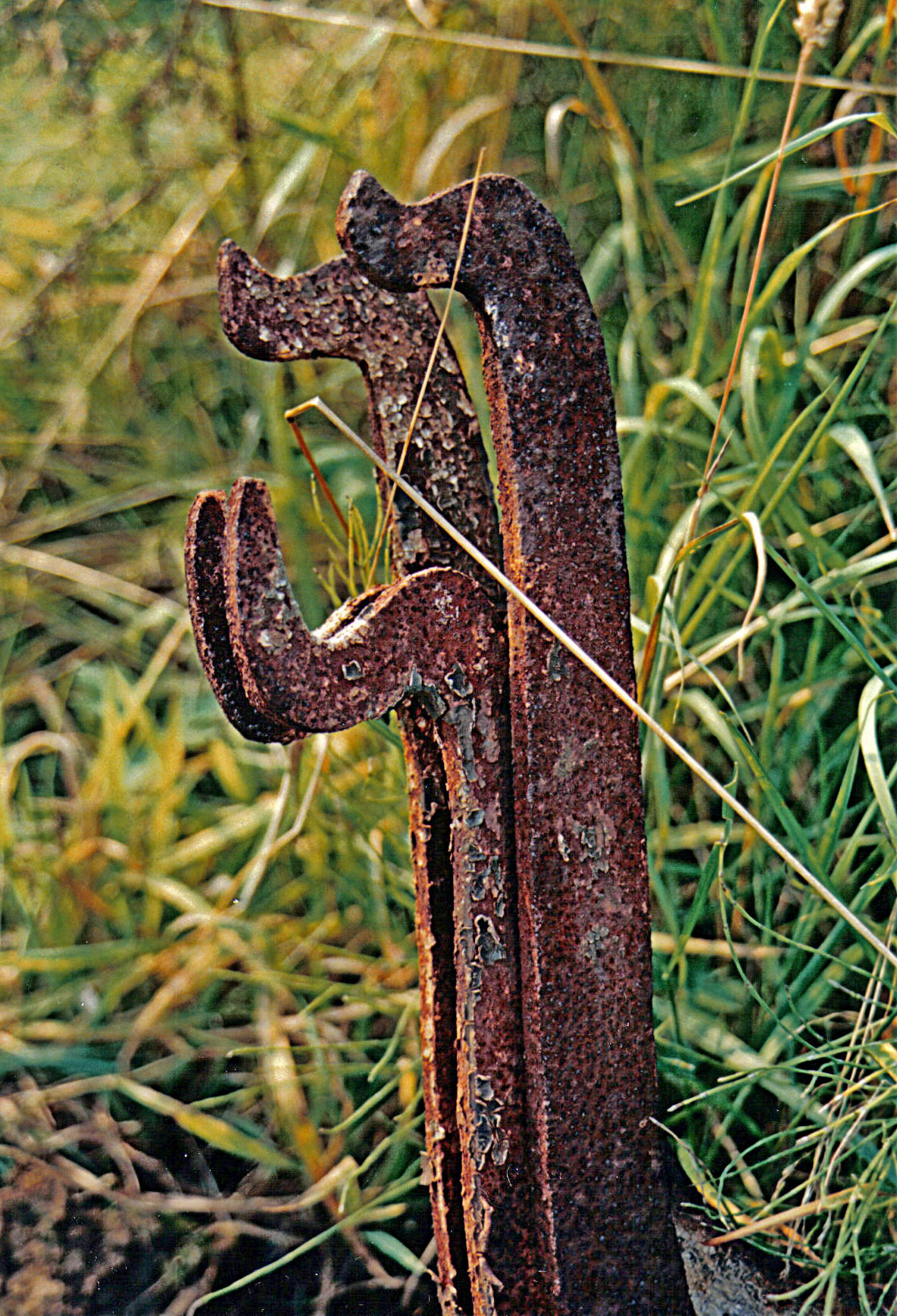

## Passage par Gand
En 1988, les restes de la Maison du Peuple sont offerts au Musée d'archéologie industrielle et du textile (MIAT) de la ville de Gand, ville natale de Victor Horta.
En 1991, une partie des ferronneries est restaurée et remontée dans le cadre de l'exposition Flanders Technology.
Après cette exposition, la ville de Gand entrepose les ferronneries dans un hangar situé près de Flanders Expo.
Plus tard, estimant qu'elle ne dispose ni des moyens financiers nécessaires à la construction d'un « pavillon Horta » ni d'un site approprié, la ville de Gand décide de céder les vestiges à l'ASBL « Fondation des Monuments et Sites »en vue de l'érection du pavillon à Anvers.

## «Horta Grand Café» à Anvers
Un concours est lancé à Anvers en vue de l'intégration des vestiges de la Maison du Peuple de Horta dans une construction neuve.
La brasserie Palm emporte le concours avec le complexe Horta, qui abrite « Grand Café Horta », conçu par Willy Verstraete (nl), l'architecte qui conçut par ailleurs le Parlement flamand.
Le Horta Grand Café ouvre ses portes en septembre 2000 : les ferronneries de la Maison du Peuple de Bruxelles en décorent désormais la salle Art Nouveau.

## Autres éléments sauvés
Jean Delhaye tenta lui aussi de défendre l'œuvre : certains vitraux et éléments de ferronnerie furent sauvés et ornent depuis 1993 la station de métro « Horta » à Saint-Gilles (Bruxelles).

## Reconstruction virtuelle
Dans le cadre d'une collaboration scientifique entamée en 2014, le Laboratoire AlICe de la Faculté d’architecture La Cambre-Horta (ULB) et le Musée Horta élaborent des hypothèses de restitution en 3D des espaces et éléments remarquables de la Maison du Peuple de Victor Horta, telle qu’elle se trouvait dans son état original de 1899. Ils aboutissent à une reconstitution en 3D des façades extérieures et des différents espaces intérieurs comme les cages d’escalier, la salle de spectacle du dernier étage, la salle Matteotti et la grande brasserie. Le film et la visite virtuelle sont visibles au Musée Horta,,,.